# Oxycopis fuliginosa
Oxycopis fuliginosa är en skalbaggsart som först beskrevs av Leconte 1866.  Oxycopis fuliginosa ingår i släktet Oxycopis och familjen blombaggar. Inga underarter finns listade i Catalogue of Life.